# Roudnice nad Labem
Roudnice nad Labem (německy Raudnitz an der Elbe) je město ležící na levém břehu řeky Labe v okrese Litoměřice. Podle statistických údajů trvale žije na území města přibližně 13 tisíc obyvatel. Roudnice se rozkládá na ploše 16,67 km² a patří k ní vesnice Podlusky. Historické jádro města a okolní zástavba jsou chráněny jako městská památková zóna.

## Historie

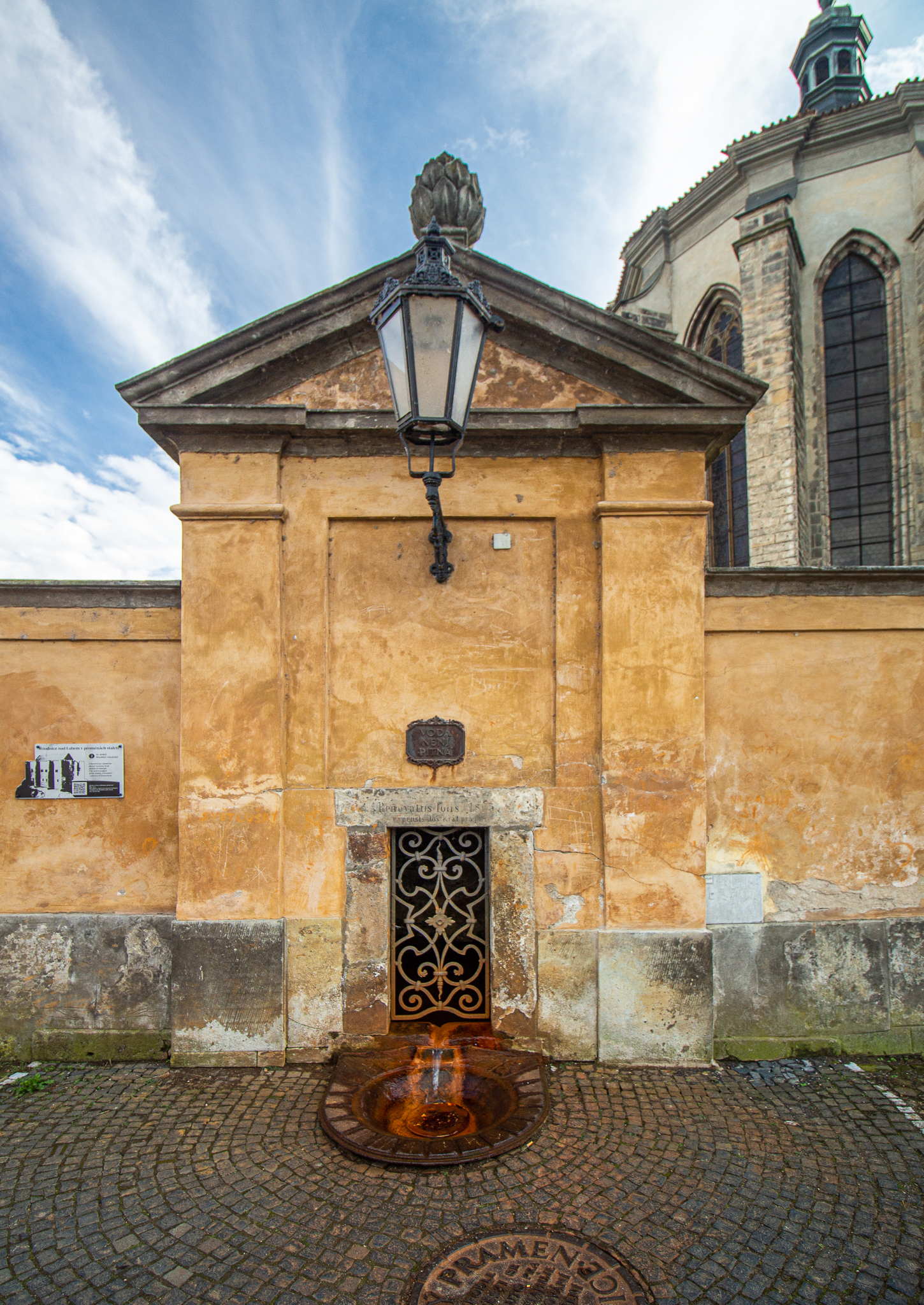
Rudný pramen zvaný Rudník či Rúdnice pod klášterem augustiniánů dal jméno celému městu

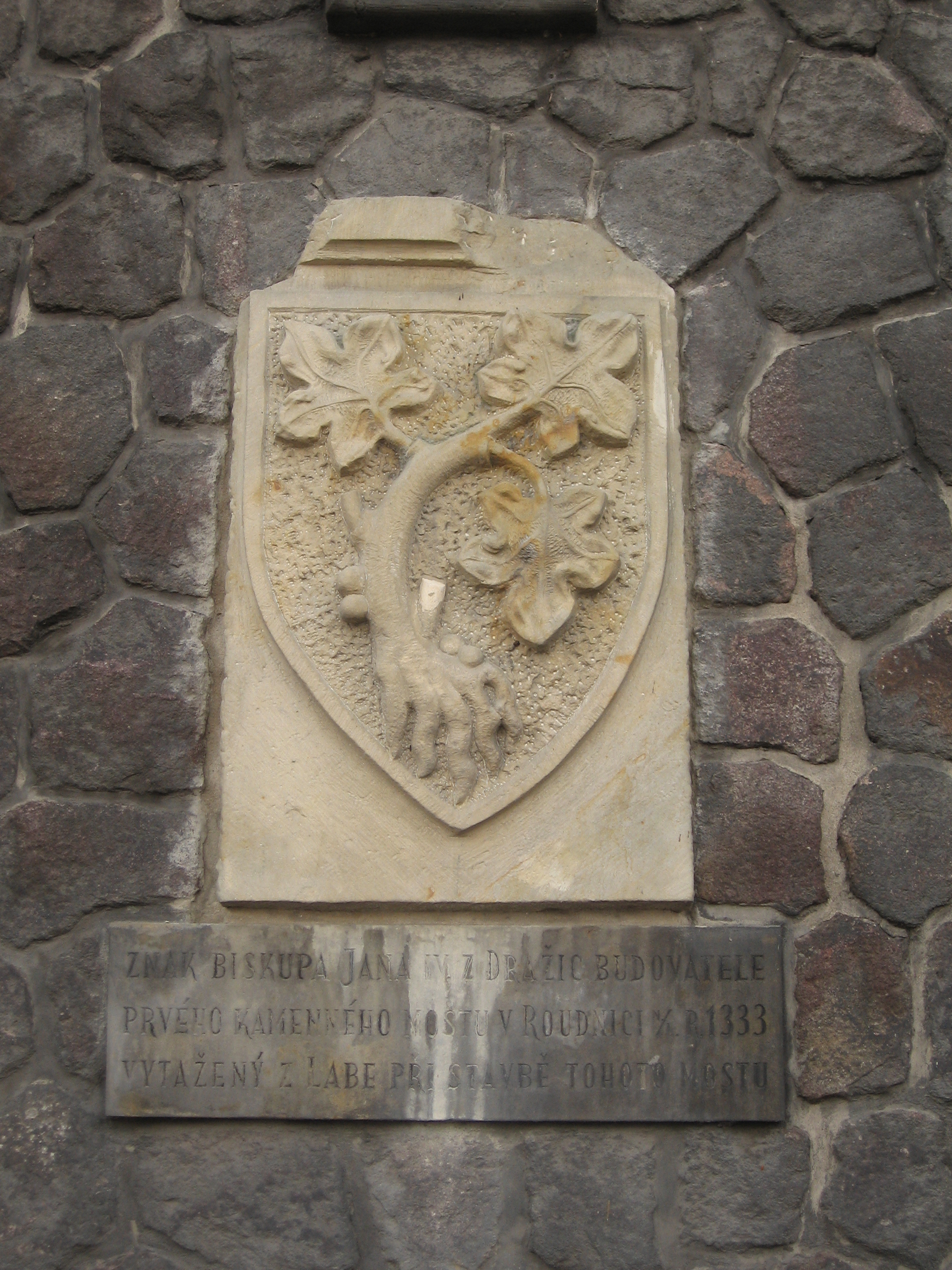
Kopie znaku biskupa Jana z Dražic, zakladatele zdejšího augustiniánského kláštera. Znak byl nalezen v Labi při stavbě nového mostu na počátku 20. století.

Archeologické nálezy dokládají pravěké osídlení v okolí brodu přes řeku Labe. Jedná se o jedno z nejstarších českých měst, původní název Rúdník či Rúdnica odvozen od vyvěrajícího rudného pramene. První písemné zprávy o Roudnici nad Labem pocházejí z poměrně pozdní doby, z let 1167 a 1176, městská práva získalo již ve 13. století. Na konci dvanáctého století zde byl vystavěn kamenný románský hrad, který byl druhou kamennou světskou stavbou v Čechách.[zdroj⁠?!] Stavbu hradu v této pro dvanácté století strategicky významné lokalitě zahájil Jindřich Břetislav, synovec krále Vladislava I., který byl biskupem pražským a kterého císař později jmenoval panovníkem českého knížectví. Tomu odpovídá i letopočet 1189/90 získaný dendrochronologicky ze zbytků výdřev křížových kleneb v přízemí románské části. Původní románský hrad měl obdélníkový půdorys a sedm bašt.
Ve 13. a 14. století výstavba pokračovala, biskup Jan IV. z Dražic (kolem 1260–1343) nechal v letech 1333–1340 vybudovat třetí nejstarší kamenný most v Čechách a první přes Labe. S největší pravděpodobností zde byl na kněze vysvěcen také Mistr Jan Hus. Na hradě pobýval i císař Karel IV., na jeho příkaz zde byl internován tribun římského povstání Cola di Rienzo. Koncem 14. století bylo vystavěno Nové Město roudnické (dnes nám. Karlovo a Husovo) a spolu se starým městem obehnáno hradbami. V 15. století město několikrát dobyli a vyplenili husité (1421 Jan Žižka, 1425 Jan Roháč z Dubé, 1428 Václav Carda z Petrovic).
Po husitských válkách město i hrad několikrát změnilo majitele (1431 Jan Smiřický, 1453 Zdeněk Konopišťský ze Šternberka, od roku 1467 byla Roudnice královské město. V roce 1577 je získal Vilém z Rožmberka, který započal s přestavbou a rozšířením roudnického hradu a zároveň zde měl své alchymistické dílny. O rozkvět města se přičinil i Jakub Krčín, který zde za jeho vlády působil. Po Vilémově smrti získala celý jeho majetek jeho poslední manželka Polyxena z Pernštejna, která se v roce 1603 provdala za Zdeňka Vojtěcha Popela z Lobkovic. Ten pokračoval v rozšiřování a zvelebování roudnického panství.
Projekt na barokní přestavbu hradu vypracovali nejpřednější stavitelé a architekti své doby Pietro de Colombo, Francesco Caratti, Carlo Orsolini a Carlo Lurago. Za třicetileté války bylo město v roce 1634 a 1639 vypáleno a pobořeno švédskými vojsky. Stavbu zámku dokončil v roce 1684, za vlády Václava Eusebia z Lobkovic, stavitel Antonio della Porta. Václav Eusebius také ustanovil Roudnici jako hlavní a nedělitelný rodový majetek (tzv. fideikomis), což platilo až do roku 1945.
V 19. století se Roudnice stala průmyslovým a hospodářským centrem Podřipska, k čemuž přispělo několik velkých strojírenských továren (též od roku 1920 „BEKAR“, Bratři Klementové, továrna na dětské vozíky, proutěné koše a kovové zboží) a železnice. V roce 1910 byl na místě původního, zbořeného gotického mostu postaven nový železný most přes řeku Labe. Roku 1936 se Roudnice dostala několikrát do centra zájmu novinářů kvůli několikanásobnému vrahovi Svatoslavu Štěpánkovi. V roce 1945 byl roudnický zámek zestátněn, jeho cenný depozitář (především knihovna a Lobkowiczká obrazárna) byl zničen nebo umístěn do jiných zámků či muzeí v ČR. Od roku 1957 do roku 2008 na zámku sídlila Vojenská hudební škola Víta Nejedlého.
Zámek byl veřejnosti zpřístupněn roku 2012. V bývalé zámecké jízdárně je zřízena Galerie moderního umění 19. a 20. století, k nejcennějším vystavovaným autorům patří Antonín Slavíček. V městě je také možno navštívit Podřipské muzeum nebo galerii ve věži Hláska.[zdroj⁠?!] Roku 2018 Roudnice získala díky výsadbě vinice u zámku statut vinařské obce.

## Přírodní poměry
Město leží ve svažitém terénu řeky Labe na jeho levém břehu, nedaleko hory Říp a asi 35 kilometrů severozápadně od Prahy.

## Obyvatelstvo
Nejvíce obyvatel měla Roudnice nad Labem v srpnu 1986, kdy přesáhla hranici 14 tisíc obyvatel (přesněji 14 067). V roce 1990 počet klesl na 13 tisíc a v roce 1991 na 12 tisíc.
|                                                                                               | 1869  | 1880  | 1890  | 1900  | 1910  | 1921  | 1930  | 1950  | 1961  | 1970   | 1980   | 1991   | 2001   | 2011   | 2021   |
| --------------------------------------------------------------------------------------------- | ----- | ----- | ----- | ----- | ----- | ----- | ----- | ----- | ----- | ------ | ------ | ------ | ------ | ------ | ------ |
| Obyvatelé                                                                                     | 4 937 | 5 942 | 6 615 | 7 986 | 9 249 | 8 905 | 9 261 | 8 499 | 9 655 | 10 361 | 13 244 | 12 869 | 12 253 | 11 989 | 11 446 |
| Domy                                                                                          | 542   | 607   | 646   | 814   | 907   | 980   | 1 297 | 1 568 | 1 549 | 1 610  | 1 762  | 1 953  | 1 957  | 2 038  | 2 087  |
| Tabulka zahrnuje údaje částí Bezděkov, Hracholusky a Židovské Město. Nejsou zahrnuty Podlusky |       |       |       |       |       |       |       |       |       |        |        |        |        |        |        |

Věková struktura obyvatel obce Roudnice nad Labem roku 2011
Rodinný stav obyvatel obce Roudnice nad Labem roku 2011
Vzdělání obyvatel obce Roudnice nad Labem roku 2011

### Židovská komunita

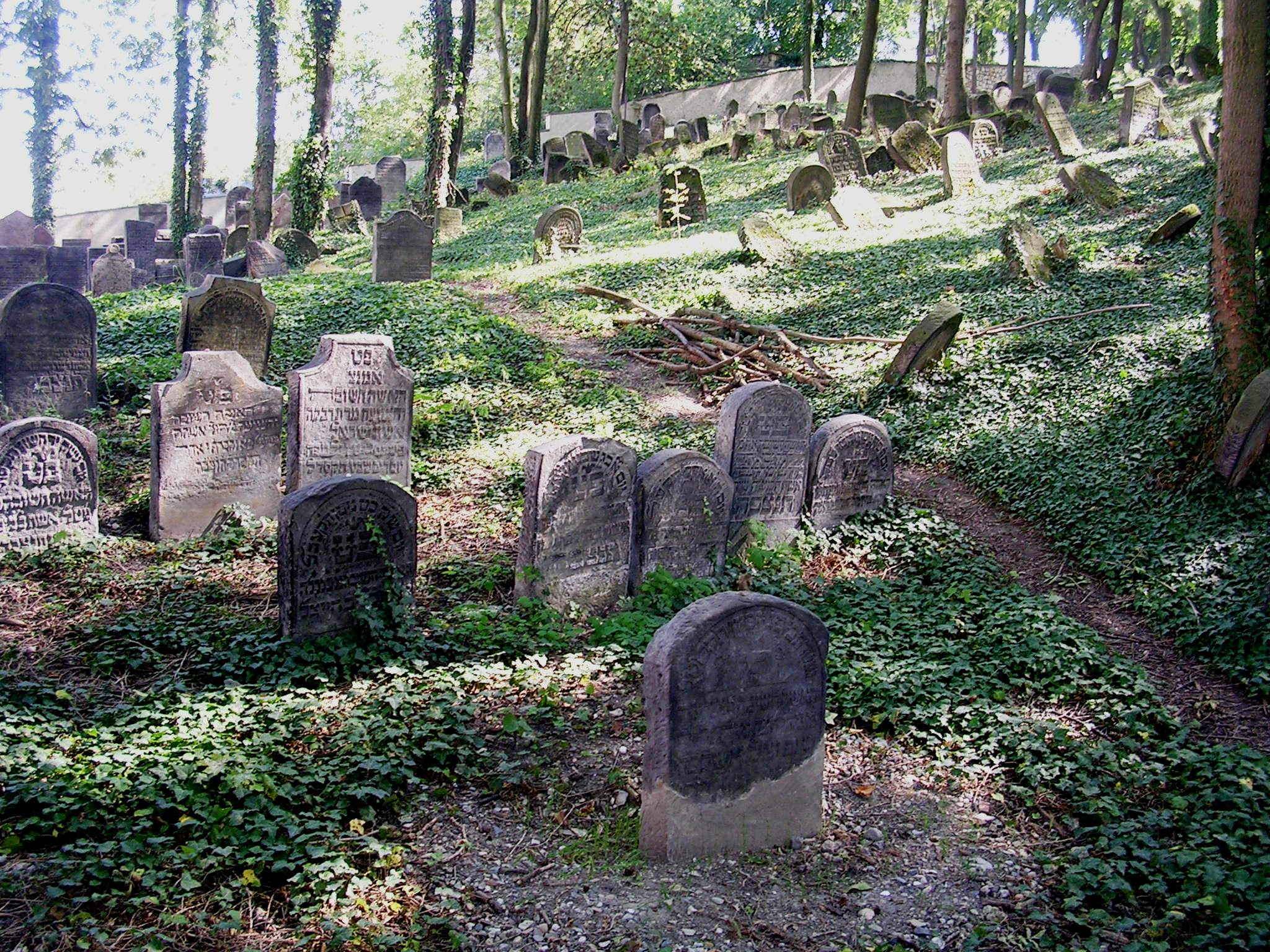
Starý židovský hřbitov v Třebízského ulici

Roudnická židovská komunita byla významná a poměrně početná, svého času jednou z nejpočetnějších židovských komunit v Čechách. V 19. století zde sídlil krajský rabín a židovská náboženská obec fungovala nepřetržitě až do druhé světové války.
Ve městě historicky existovaly postupně dvě židovské čtvrti, tři synagogy a tři hřbitovy. První čtvrť se nacházela jihovýchodně od zámku, na východním okraji městského jádra, kde stávala první synagoga a zaniklý hřbitov. V letech 1613 až 1614 se z ní židé museli kvůli výstavbě kapucínského kláštera vystěhovat.
Nová čtvrť od města původně oddělená branou vznikla na nábřeží západně od mostu přes Labe v dnešní Havlíčkově ulici. Postupně se čtvrť rozrůstala a v roce 1718 zde bylo 51 domů. V následujících staletích však byly části ghetta rušeny a domy zbourány v 19. století včetně zdejší synagogy z roku 1619 v důsledku výstavby železnice. V reakci na to byla v letech 1852 až 1853 postavena třetí synagoga, a to částečně na místě nedávno zbořené synagogy. Stavba v novorománském slohu sloužila svému účelu do druhé světové války. Po válce byla přestavěna na středoškolský internát a stavebně upravena. Další část byla zbourána po roce 1970, většina (zejména v jižní části Havlíčkovy ulice) se však v různých přestavbách dochovala do současnosti.
Nejstarší židovský hřbitov stával v první židovské čtvrti a zanikl v roce 1613. Několik náhrobků z něj bylo přeneseno na starý židovský hřbitov založený téhož roku. Pohřbívalo se zde do roku 1896. V 90. letech 20. století byl hřbitov zrekonstruován a je chráněn jako kulturní památka. Po vyčerpání kapacity starého hřbitova byl v roce 1890 na západním okraji města založen hřbitov nový. Pohřby se na něm konaly i po druhé světové válce. Za komunistického režimu byl hřbitov zdevastován, náhrobky a zdivo byly rozkradeny jako stavební materiál. Po roce 1990 došlo k zabezpečení hřbitova a od roku 2002 probíhá jeho rekonstrukce.

## Městská správa

### Části města
- Roudnice nad Labem
- Podlusky

### Městské symboly
Vlajka byla městu udělena rozhodnutím předsedy Poslanecké sněmovny Parlamentu České republiky dne 14. ledna 2000.

## Průmysl
Na pravém břehu Labe stojí malá vodní elektrárna se čtyřmi turbínami s dosažitelným výkonem 3,2 MW. Ve městě funguje pobočka potravinářské firmy Vitana a firma Meva, která vyrábí kontejnery. Roudnické strojírny a slévárny (ROSS) se zabývaly výrobou zemědělského nářadí a dílů.

## Doprava

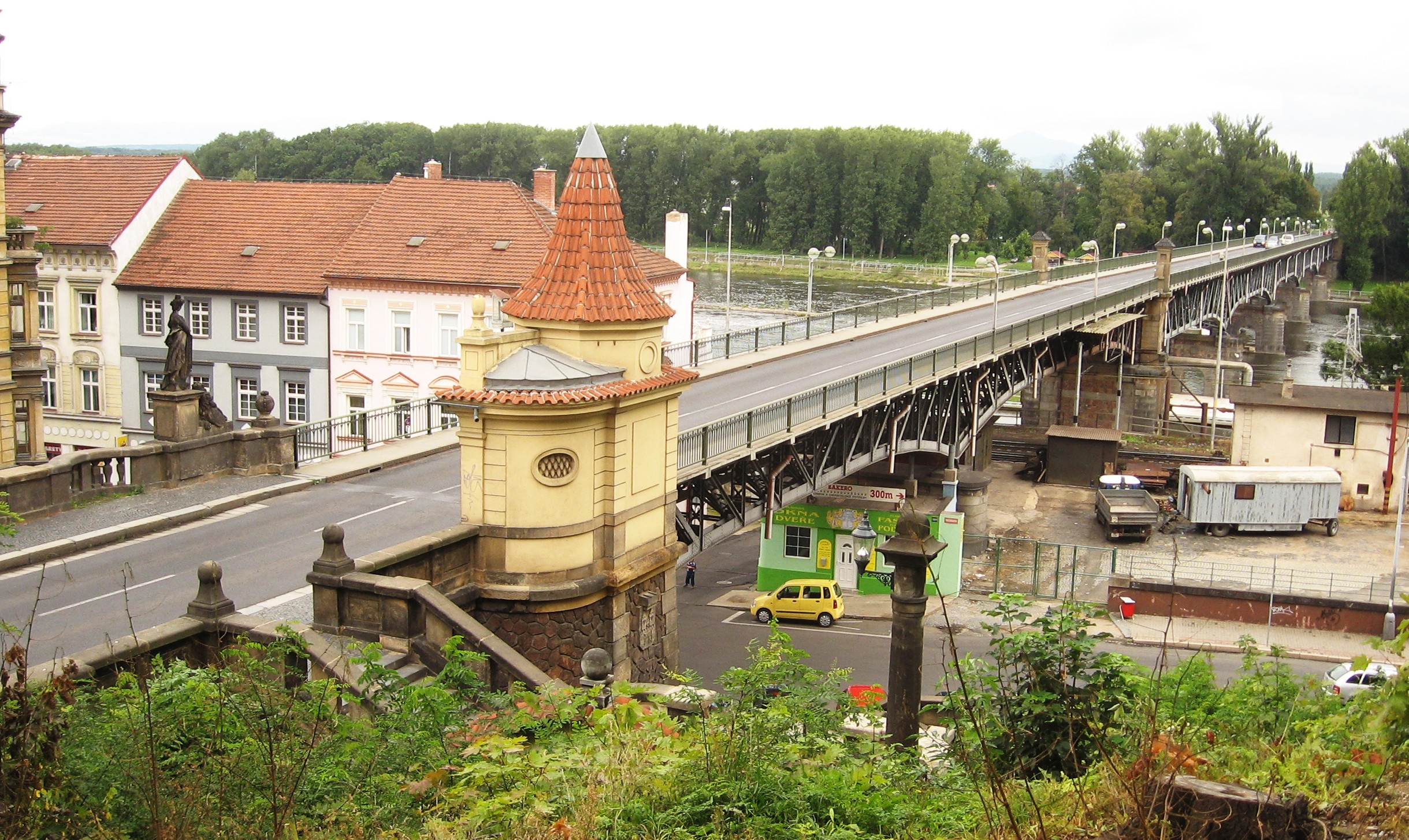
Železný most přes Labe v Roudnici nad Labem z roku 1910, pohled od zámku. Vlevo socha Čechie. Kamenný most stával ve stejných místech, ale v jiném úhlu

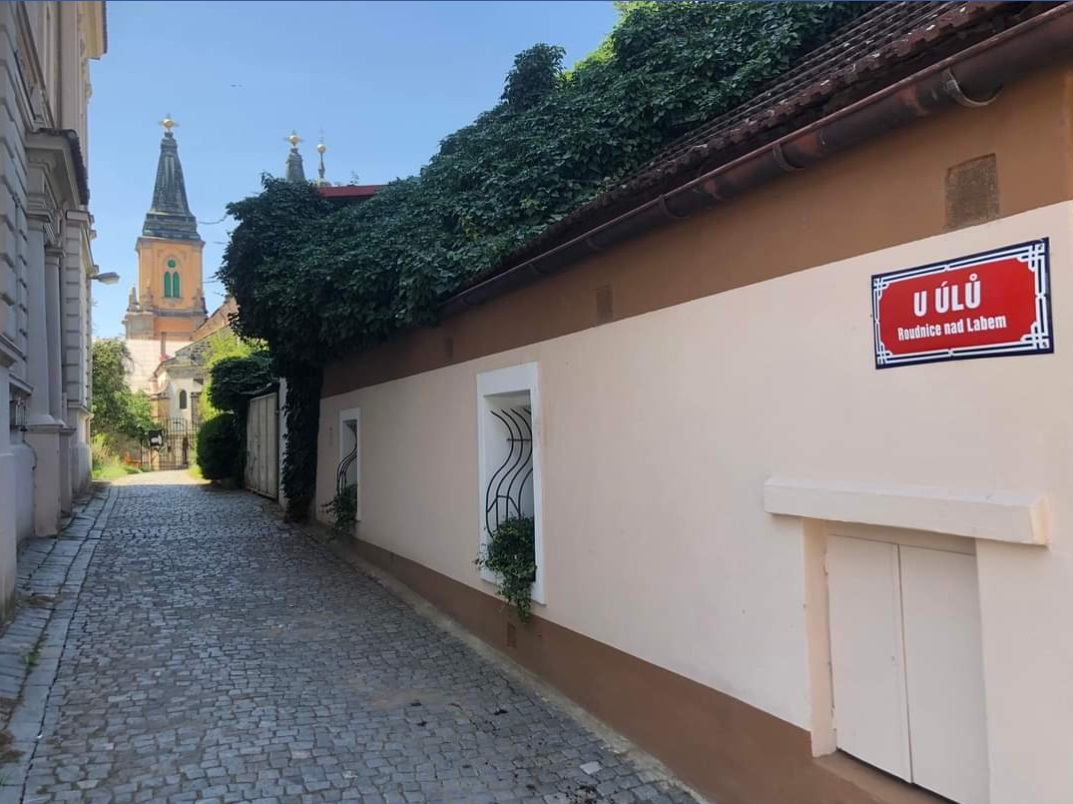
Ulice U Úlů ve městě Roudnice nad Labem

Přes město vede železniční trať Praha–Děčín, jejímuž vybudování padla za oběť cenná část městského centra a velká část městského pivovaru. Trať s nádražím Roudnice nad Labem na severní straně ohraničuje městské centrum. Roku 1900 byla zprovozněna odbočná trať Roudnice nad Labem – Zlonice, která stoupá serpentinou přes město z údolí Labe směrem na Slánsko. Na hlavní trati je v Roudnici jediné nádraží, na vedlejší trati jsou na jejím území ještě zastávky Roudnice nad Labem-Bezděkov (ve východní části města u místa rozdělení obou tratí), Roudnice nad Labem město (asi 300 metrů jižně od Karlova náměstí) a Roudnice nad Labem-Hracholusky (u průmyslového areálu v jižní části města). V turistické sezóně (od dubna do října) je možné k přepravě využít i historický Podřipský motoráček. Ten jezdí o víkendech a svátcích 2 páry spojů přes Mšené-lázně do Libochovic.
Přes město vedou tyto páteřní komunikace: silnice II/240 (Praha – Kralupy nad Vltavou – Velvary – Roudnice nad Labem), silnice II/246 (Louny – Libochovice – Roudnice nad Labem – Mělník) a kolem města dálnice D8 (Praha – Ústí nad Labem – Drážďany). V současné době je město velmi zatíženo automobilovou i nákladní dopravou (až 16 000 vozidel denně projede hlavní třídou). V září 2021 byla otevřena hlavní (jižní) část městského obchvatu, která propojila silnici II/246, vedoucí od sjezdu z dálnice D8, se silnicí III/24049, vedoucí do Štětí. V současnosti[kdy?] je plánována třetí etapa městského obchvatu, která povede západně od města a bude zahrnovat nové přemostění přes Labe. Lodní dopravu na Labi tvoří většinou nákladní lodě, ale pluje zde také turisticky oblíbená loď Porta Bohemica.
Městskou autobusovou dopravu tvoří linka 556001, kterou do roku 2010 provozoval Dopravní podnik Ústeckého kraje, od roku 2011 získala zakázku na pět let Veolia Transport Praha. Linka jezdí jen v pracovních dnech. Od začátku roku 2019 je linka 556001 nahrazena linkou 368, která spadá pod DÚK, a tak je MHD plně integrována
Autobusové nádraží v Roudnici leží v centru města, na Karlově náměstí. Regionální autobusovou dopravu v oblasti zajišťoval až do krize v roce 2006 dominantní krajský dopravce (v poslední fázi Dopravní podnik Ústeckého kraje), poté jej nahradila ČSAD Slaný. Tato společnost provozuje i nyní regionální spoje v rámci integrovaného systému Doprava Ústeckého kraje (DÚK) od roku 2015. V lednu 2017 došlo k zapojení Roudnice nad Labem též do systému Pražské integrované dopravy (PID) ve směru na Mělník a Prahu do Středočeského kraje a to včetně vlaků. Spoje linky na Mělník v PID provozuje ČSAD Česká Lípa. Spoj linky 550385 Praha – Roudnice nad Labem – Budyně nad Ohří provozuje soukromý dopravce BudosBus.

### Roudnický most
Starý kamenný most v Roudnici byl třetím nejstarším kamenným mostem, který byl v Čechách postaven a první přes řeku Labe. Byl postaven péčí Jana IV. z Dražic v letech 1333–1340. Most přečkal několik povodní a zvyšoval význam města, až byl po skoro tři sta letech poničen vojsky během třicetileté války. Plány na obnovu mostu nebyly realizovány a most postupně chátral. Teprve v letech 1906–1910 byl postaven nový most a při té příležitosti odstraněny zbývající trosky středověkého mostu. Při povodních v roce 2002 byl Roudnický most, jako jediný silniční most přes řeku Labe, otevřen.[zdroj?]

## Společnost
Město má velmi dobrou občanskou vybavenost. Nachází se zde pošta, nemocnice s poliklinikou, tři základní školy, praktická základní škola, roudnické gymnázium, Střední odborná škola a odborné učiliště Neklanova, Vyšší odborná a střední odborná škola i základní umělecká škola. Dále několik supermarketů, lékárny, městská knihovna, kulturní dům s 3D kinem, plavecký bazén, zimní stadion, fotbalová hřiště, atd. Při jihozápadním okraji města se nachází letiště Roudnice, na němž se každé dva roky pravidelně koná oblíbená letecká přehlídka Memorial Air Show.

## Pamětihodnosti

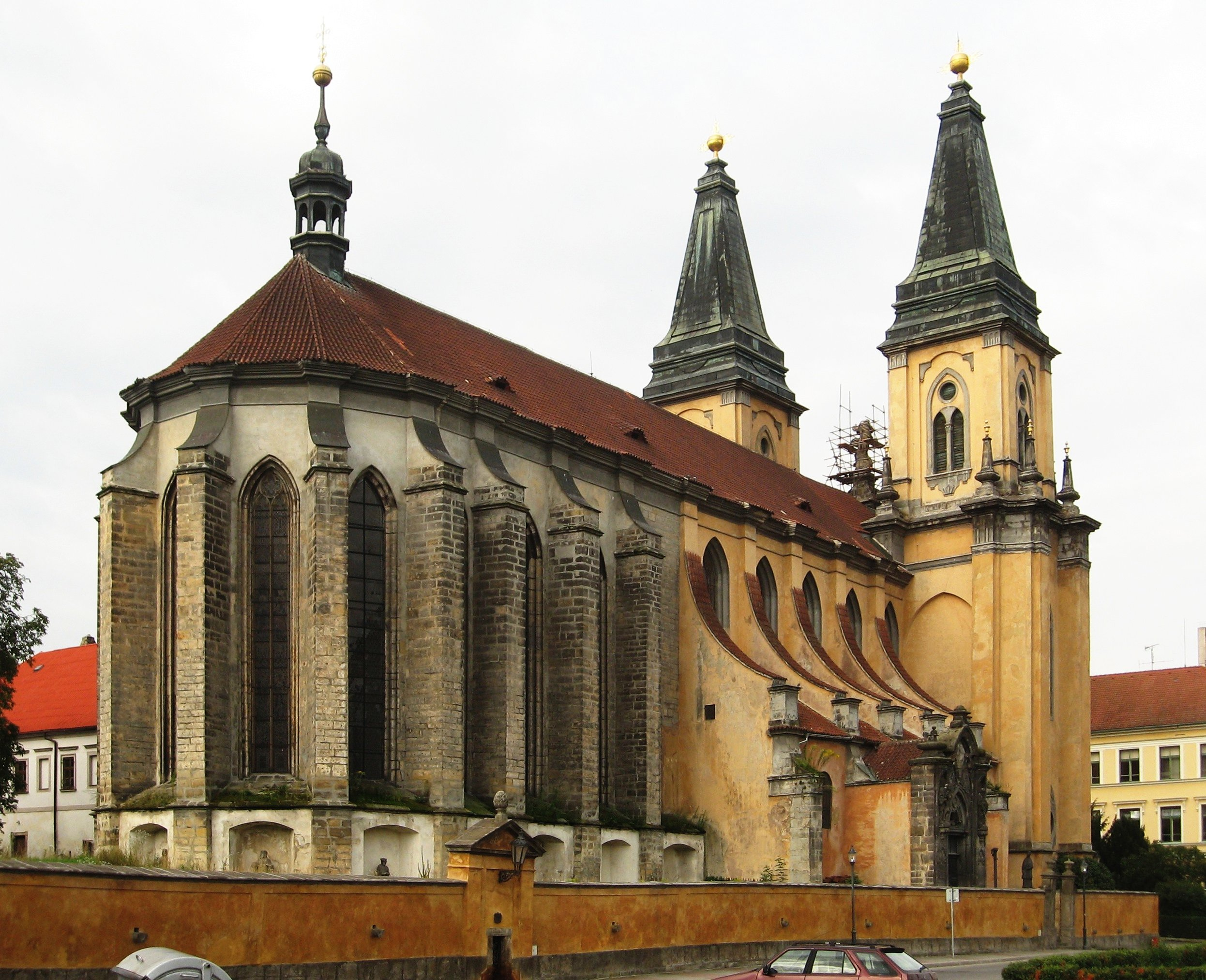
Kostel Narození Panny Marie je součástí nejstaršího augustiniánského kláštera v českých zemích

### Roudnický hrad a zámek
Mohutný zámek je dominantou Roudnice. Na skalnatém ostrohu nad řekou se však předtím tyčil hrad. Byl asi 40 metrů dlouhý a 15 metrů vysoký, jeho zdi byly silné dva metry a byly zpevněny na severní straně a na nárožích věžicemi. V přízemí stavby byl velký sál, nad ním zřejmě slavnostní síň. Komplex ještě obsahoval menší užitkové budovy na jih od paláce, obehnané hradbou s opevněnou bránou.
Tento hrad byl první český kamenný hrad, který nebyl postaven panovníkem.[zdroj?] Z původního hradu se dodnes dochovalo obvodové zdivo a velký přízemní sál, rozčleněný pozdějšími vestavbami. Hrad byl oblíbeným sídlem většiny pražských biskupů, měl zde být vysvěcen na kněze i Jan Hus.[zdroj?] Církev ho později prodala Janu Smiřickému, který jak se doba měnila, začal s přestavováním, doplňováním a upravováním. V polovině 16. století přibyla na jihovýchod od hradu nová obytná renesanční budova. Za ní pak přistavěli několik menších objektů spojených s hradem chodbou. Celá stavba byla poněkud nesourodá, takže ji pak Václav Eusebius z Lobkovic dal přestavět na dochovaný raně barokní zámek.

### Klášter augustiniánů a kostel Narození Panny Marie
Kostel Narození Panny Marie, gotický kostel, založený pražským biskupem Janem IV. z Dražic roku 1333 jako součást augustiniánského kláštera. Vybudoval jej francouzský stavitel Vilém z Avignonu. Po smrti Jana z Dražic dokončení roudnického klášterního farního kostela podporoval arcibiskup Arnošt z Pardubic. V letech 1725–1750 kostel přestavěl český architekt italského původu Octavio Broggio ve slohu barokní gotiky. K jižní lodi kostela přiléhá gotická křížová chodba se zbytky fresek.

### Klášter kapucínů s kostelem sv. Václava

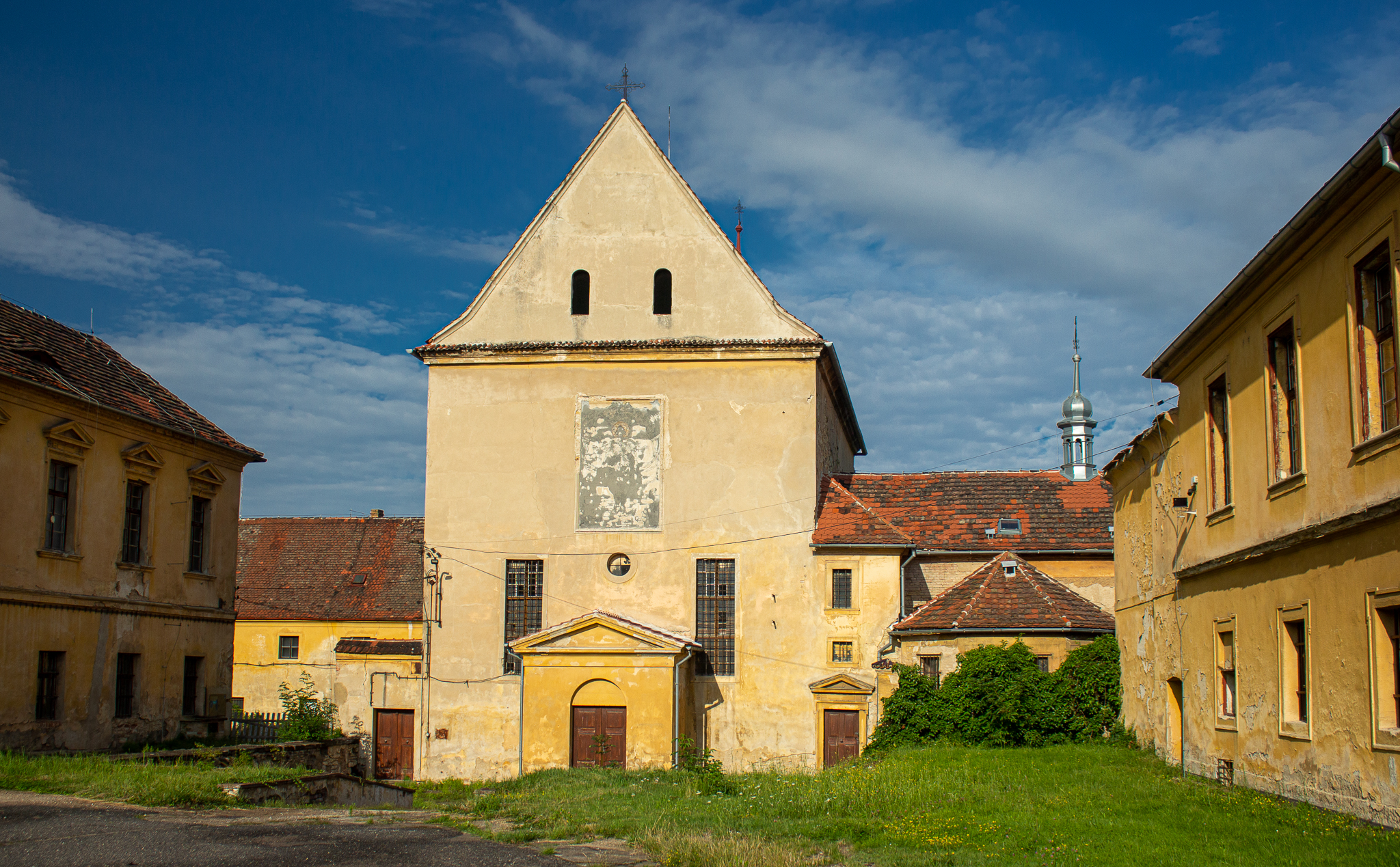
Kapucínský klášter s kostelem sv. Václava

V letech 1615–1628 nechala roudnická paní Polyxena z Lobkovic se svým manželem Václavem Eusebiem vystavět raně barokní klášter kapucínů s kostelem svatého Václava. Ten byl přestavěn roku 1729.

### Kratochvílova rozhledna

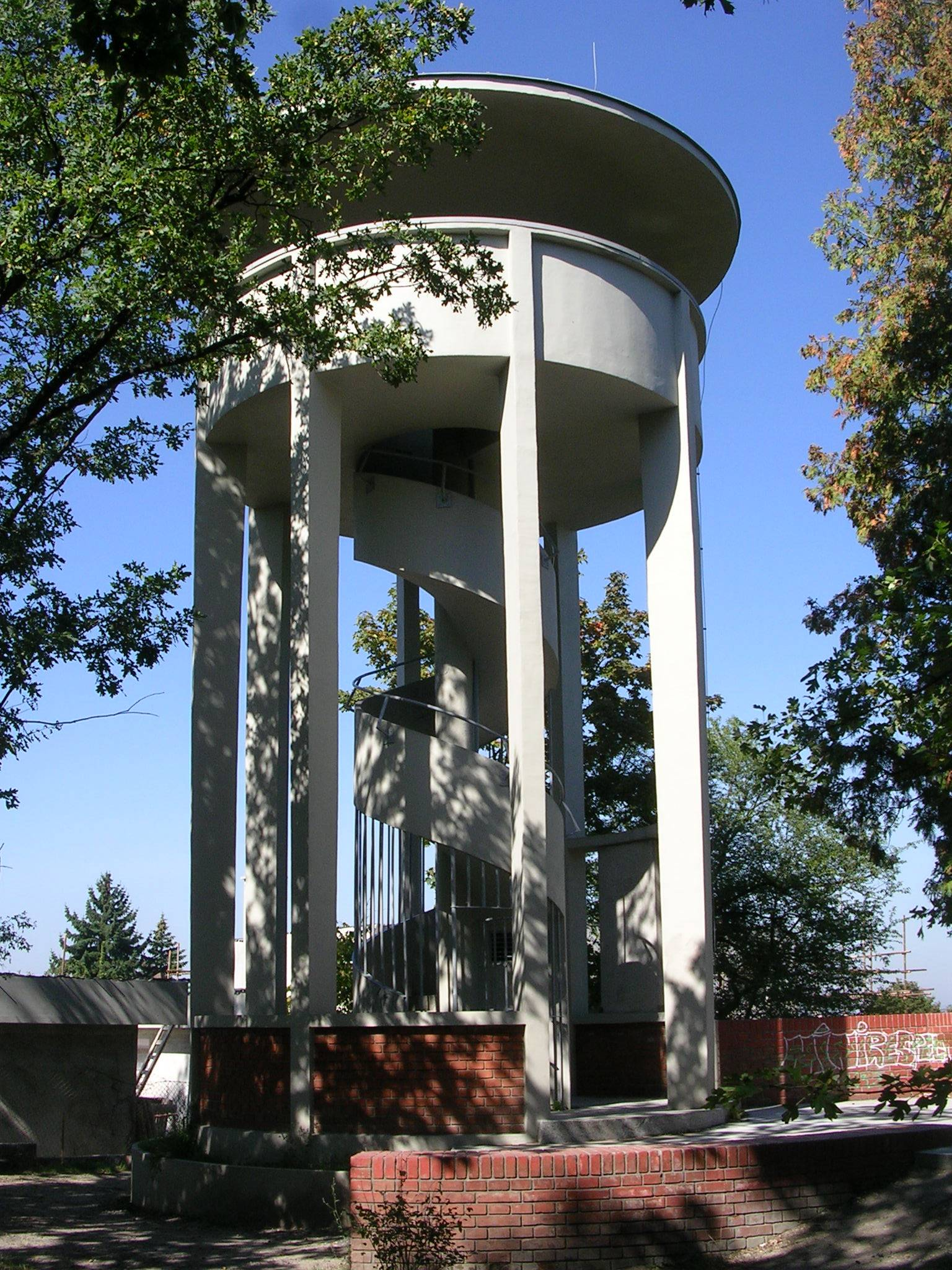
Kratochvílova rozhledna

Kratochvílova rozhledna byla postavena roku 1935 Rolnickou záložnou podřipskou, která tehdy slavila šedesát let svého trvání. O projekt se potom postaral pražský architekt Štěpánek a o její stavbu provedli stavitelé Hádl a Hájek. Rozhledna má vzdušnou betonovou konstrukci s kruhovým půdorysem, nesenou osmi vnějšími a jedním středovým sloupem. Kolem něj se vine točité schodiště vedoucí ke kryté vyhlídkové plošině ve výšce třináct metrů.
U paty věže je žulová pamětní deska věnovaná Václavu Kratochvílovi (1820–1893), rodáku z nedalekých Mlčechvost. Rolnická záložna tím uctila památku svého zakladatele a prvního předsedy. Na přelomu roku 2004 prošla rozhledna rekonstrukcí.

### Ostatní pamětihodnosti

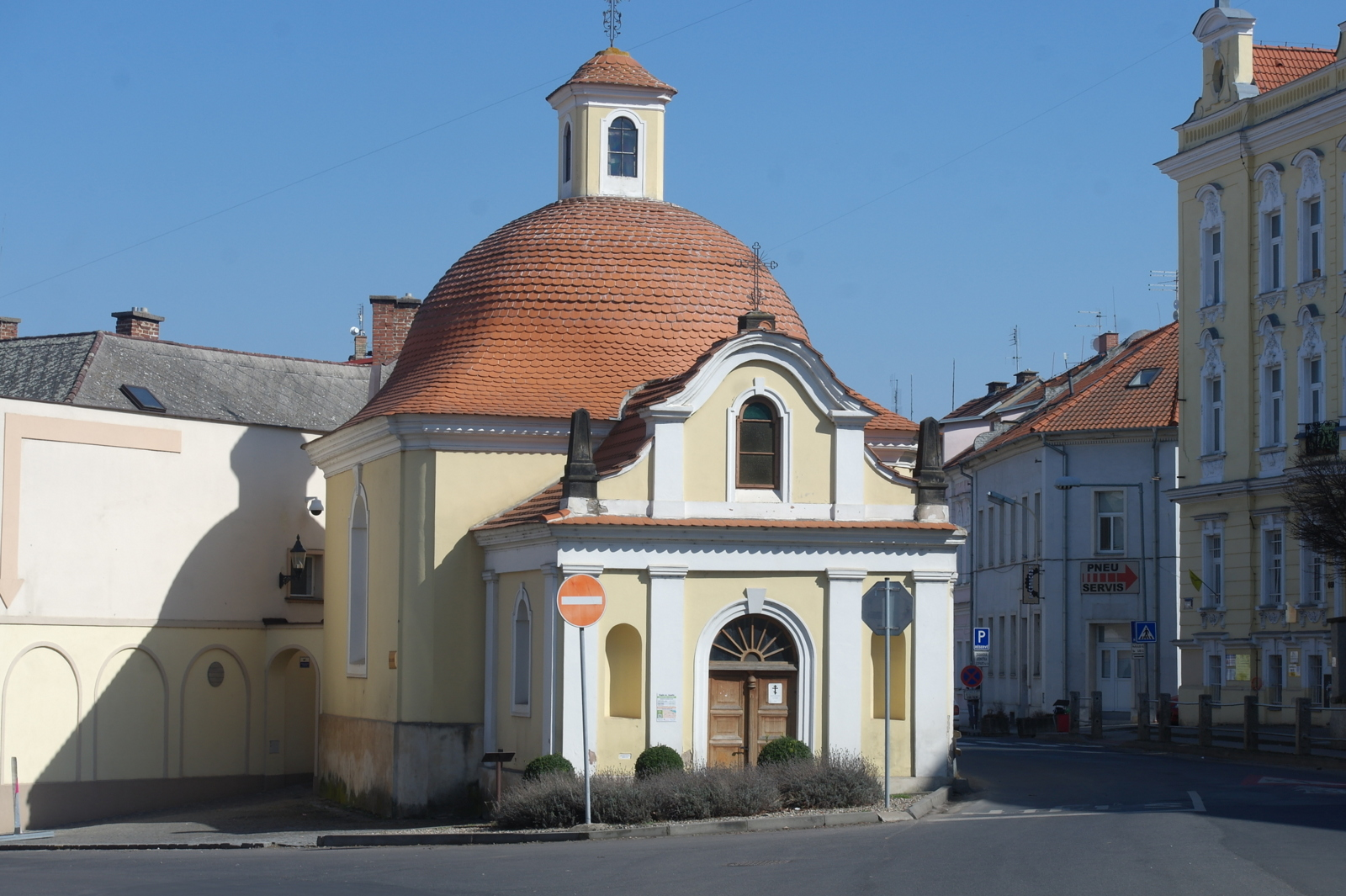
Chrám svatého Josefa Snoubence

- Pravoslavný chrám svatého Josefa Snoubence
- Městská věž Hláska z patnáctého století s ochozem a barokní střechou slouží jako rozhledna.
- Raně barokní kostel svatého Václava z let 1615–1628 při bývalém klášteře kapucínů, přestavěn 1729
- Evangelický kostel
- Barokní kaple svatého Viléma na Purkyňově náměstí z roku 1729 od Octavia Broggia s freskami a oltářním obrazem od V. V. Reinera.
- Starý židovský hřbitov z roku 1613 s cennými barokními, renesančními a klasicistními náhrobky. Je kulturní památkou ČR.[15]
- Roudnický most – secesní ocelový most na místě gotického kamenného mostu, třetího nejstaršího v Čechách
- Zámecký pivovar v Roudnici nad Labem – budova barokního pivovaru mezi nádražím a roudnickým zámkem
- Novorenesanční Roudnice nad Labem

## Osobnosti

### Rodáci
- František Serafín Odkolek (1817–1876), mlynář, pekař, krupař, zakladatel firmy Odkolek
- Seligmann Heller (1831–1890), rakouský básník
- Antonín Helméssen (1854–1930), česko-německý architekt a pedagog
- Max Dvořák (1874–1921), historik umění, profesor univerzity ve Vídni
- Otakar Nejedlý (1883–1957), malíř
- Arthur Breisky (1885–1910), spisovatel
- Georg Wilhelm Pabst (1885–1967), rakouský režisér
- František Hieke (1893–1984), československý důstojník, příslušník Obrany národa a zahraničního protinacistického odboje
- Jan Lauschmann (1901–1991), chemik a fotograf
- Václav Vydra (1902–1979), herec
- Kurt Epstein (1904–1975), čsl. olympionik – hráč vodního pola
- Jan Sokol (1904–1987), architekt
- Svatoslav Štěpánek (1912–1938), první sériový vrah v nově vzniklé ČSR
- Jiří Kučera (1914–1980), český stíhač v RAF, letecké eso
- Josef Zicha (1916–1977), malíř, grafik
- Vladimír Černík (1917–2002), tenista
- Svatopluk Beneš (1918–2007), herec
- Miroslav Machotka (*1946), fotograf
- Jiří Brožek (*1947), filmový střihač
- Zdeněk Radvanovský (*1953), historik
- Jan Royt (*1955), historik umění, prorektor Univerzity Karlovy
- Bohumil Klepetko (*1967), televizní moderátor
- Pavel Brycz (*1968), spisovatel
- Jaroslav Rouček (*1970), trumpetista
- Lenka Bradáčová (*1973), vrchní státní zástupkyně
- David Vršecký (*1975), automobilový závodník
- Ladislav Puršl (*1976), básník
- Tomáš Sedláček (ekonom) (*1977)
- Roman Týce (*1977), fotbalista
- Martina Růžičková (*1980), cyklistka
- Ivana Myšková (*1981), novinářka a spisovatelka
- Pavlína Ščasná (*1982), fotbalistka
- Jana Komrsková (*1983), gymnastka

### Ostatní
- Cola di Rienzo (*1313–1354) italský humanista, politik, nucený pobyt v roce 1350
- Martin Húska řečený Loquis (†1421), táborský kněz, pikardský kazatel, zde popraven
- Antonio della Porta (1631–1702), architekt zámku
- Emanuele d'Astorga (1680–1736), hudební skladatel, zemřel na zámku
- Marie Josefa z Harrachu (1727–1788), šlechtična, zemřela na zámku
- Ervín Špindler (1843–1918), novinář a politik, starosta Roudnice
- Jan Karafiát (1846–1929, Praha), farář a spisovatel, autor Broučků, působil zde počátkem 70. let. 19. století
- Jan Zeyer (1847–1903), český architekt novorenesance, zde působil v letech 1878–1883
- Klementina Kalašová (1850–1889) operní pěvkyně, žila zde
- Karel Teige (1859–1896), muzikolog, vyučoval na gymnáziu
- Fráňa Šrámek (1877–1952), básník, studoval zde gymnázium
- Max Lobkowicz (1888–1967), majitel zámku, čestný občan
- Josef Hora (1891–1945), básník, studoval zde gymnázium
- Josef Mašín (1896–1942) hrdina, generálmajor, 1912–1915 vystudoval zde Zemskou střední školu hospodářskou
- Konstantin A. Čcheidze (1897–1974), gruzínský prozaik a překladatel, žil a pohřben zde
- Josef Vlach-Vrutický (1897–1977), hudební skladatel a pedagog
- Miloš Saxl (1921–1992), historik umění, galerista, v letech 1958 až 1981 ředitel městské galerie
- Antonín Bradna (1922–2006), kněz, politický vězeň, zemřel zde
- Václav Rykr (1927–1991), akademický malíř
- Jiří Mošna (1928–2010), kněz, osobní arciděkan
- Václav Kozák (1937–2004), veslař, věnoval se zde sportu
- Michal Horáček (*1952), spisovatel, textař, žije zde
- Andrej Babiš (*1954), v letech 2017-2021 předseda vlády ČR, má zde poslaneckou kancelář
- Zdeněk Ščasný (*1957), fotbalista, žije zde
- Martin Maxa (*1961), zpěvák, žije zde
- Klára Melíšková (*1971), herečka
- Miroslav Šantin (1971–2022), prvofarář místní pravoslavné farnosti
- Milan Děžinský (*1974), básník
- Aleš Pikl (*1975), fotbalista, hrál za místní klub

## Partnerská města
- Dessau-Roßlau, Německo
- Ruelle-sur-Tourve, Francie

## Galerie

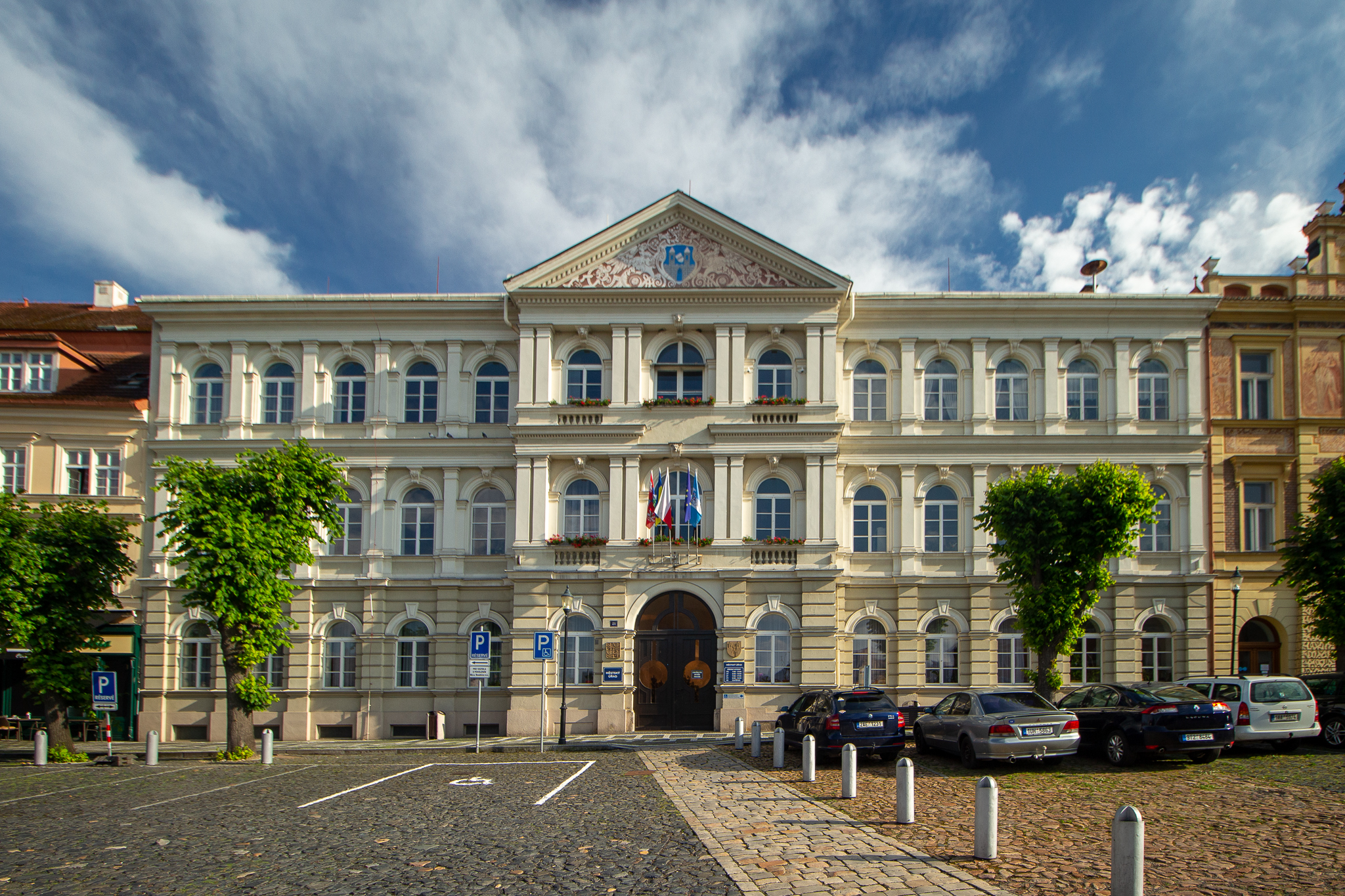
Novorenesanční radnice na Karlově náměstí
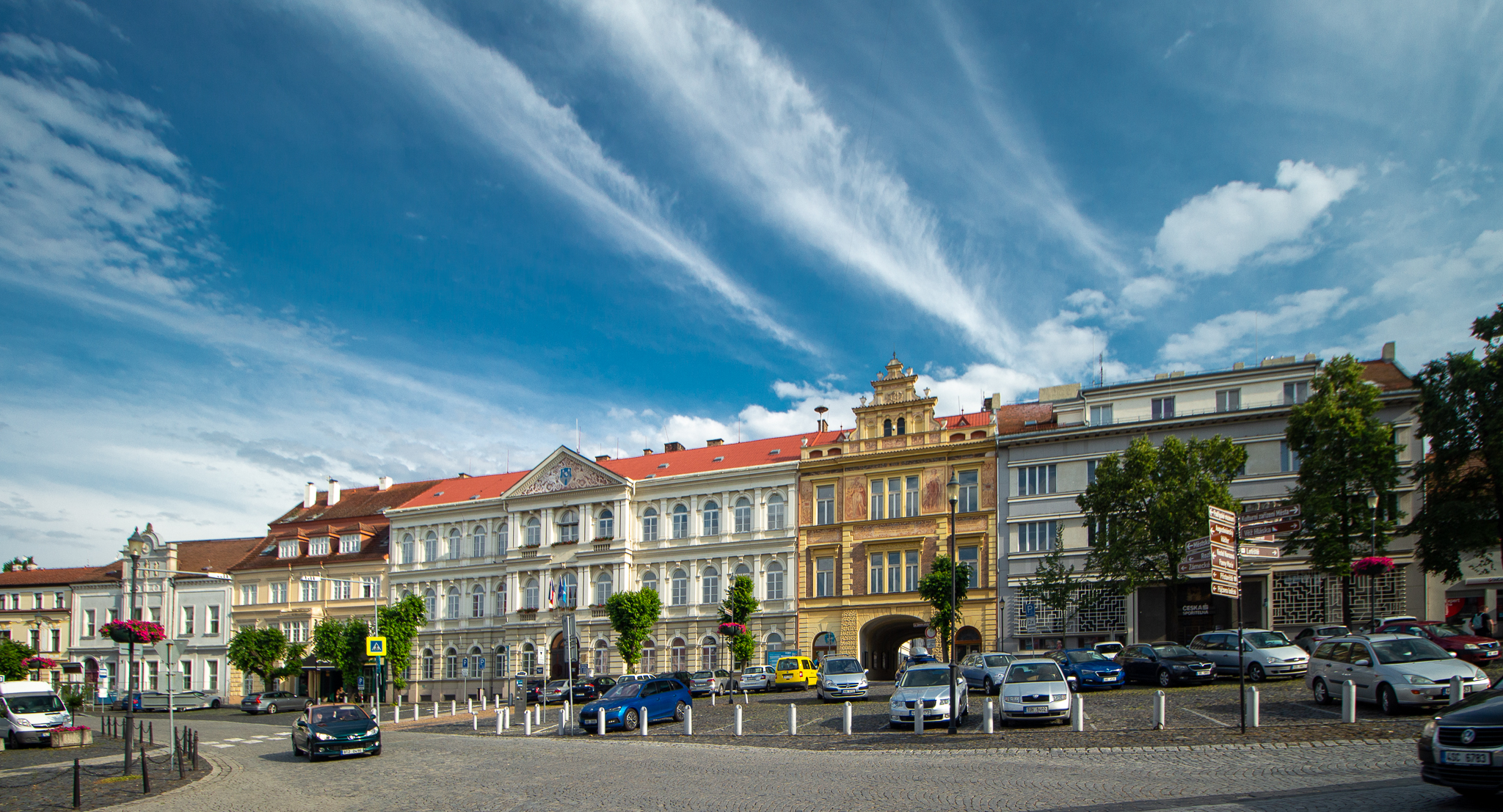
Karlovo náměstí
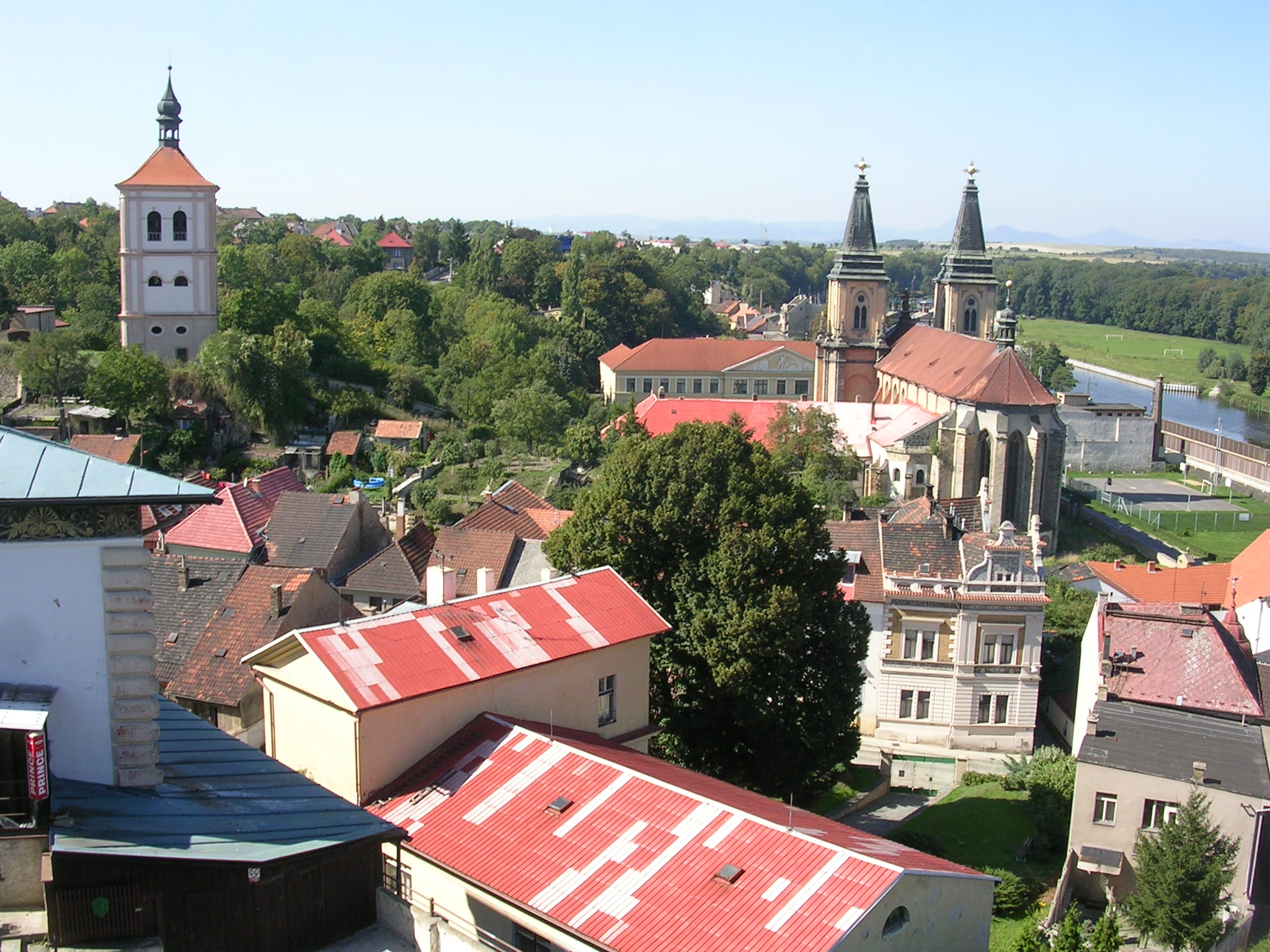
Zvonice a kostel na levém břehu Labe
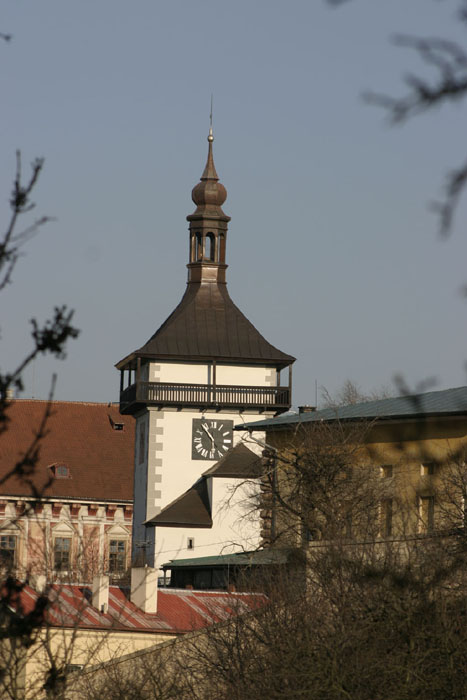
Městská věž Hláska
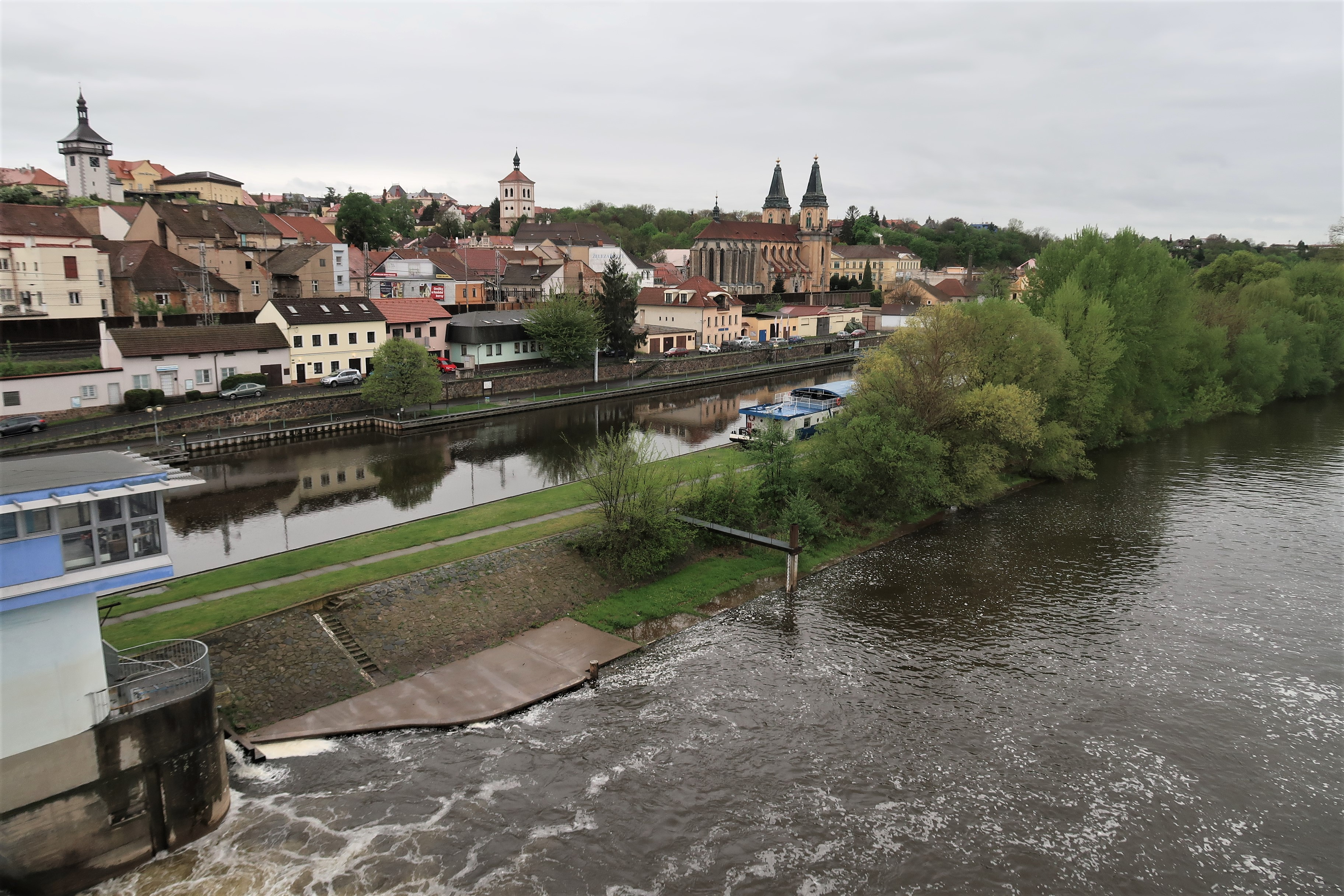
Pohled na historické centrum z mostu přes Labe
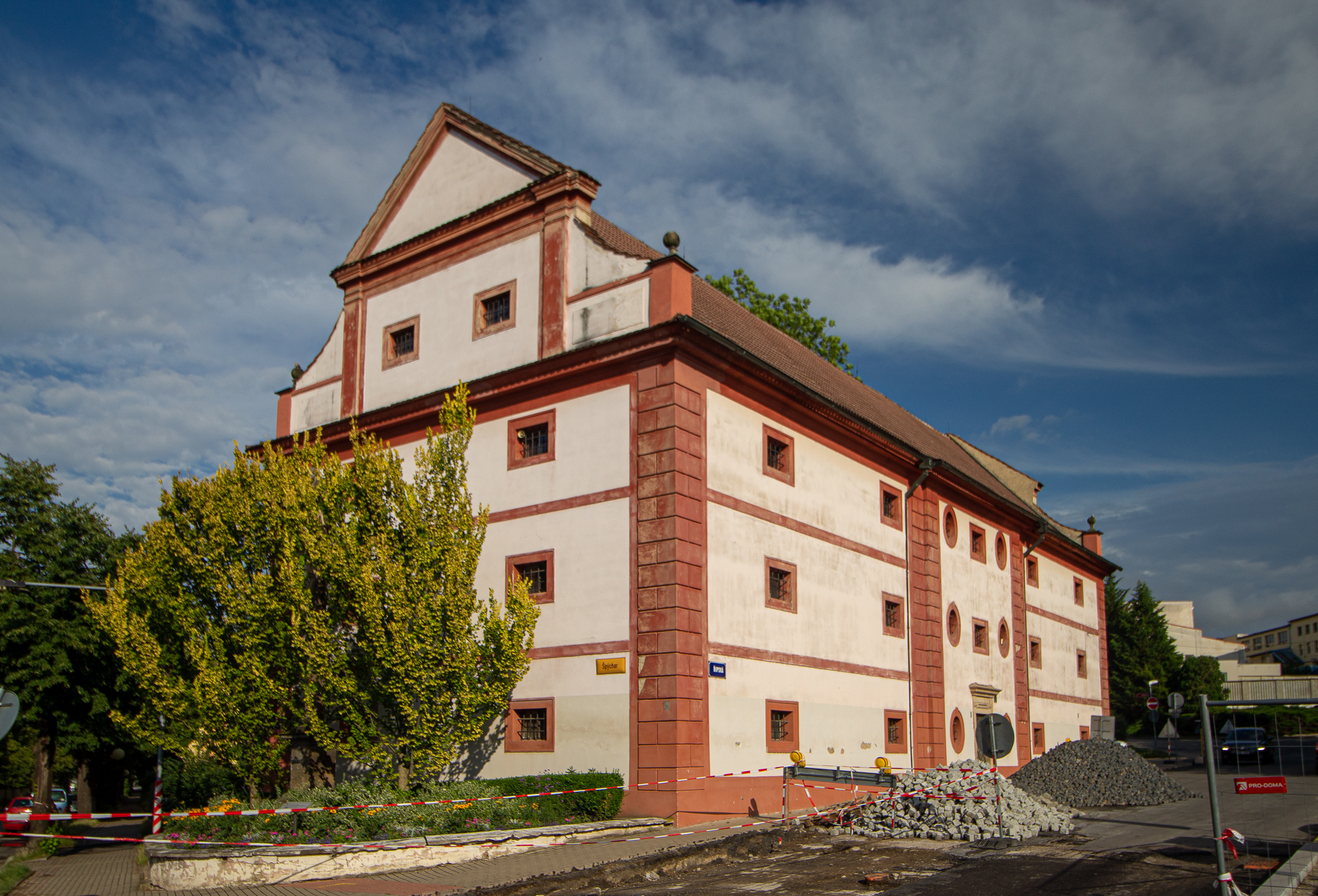
Barokní špýchar v Řipské ulici
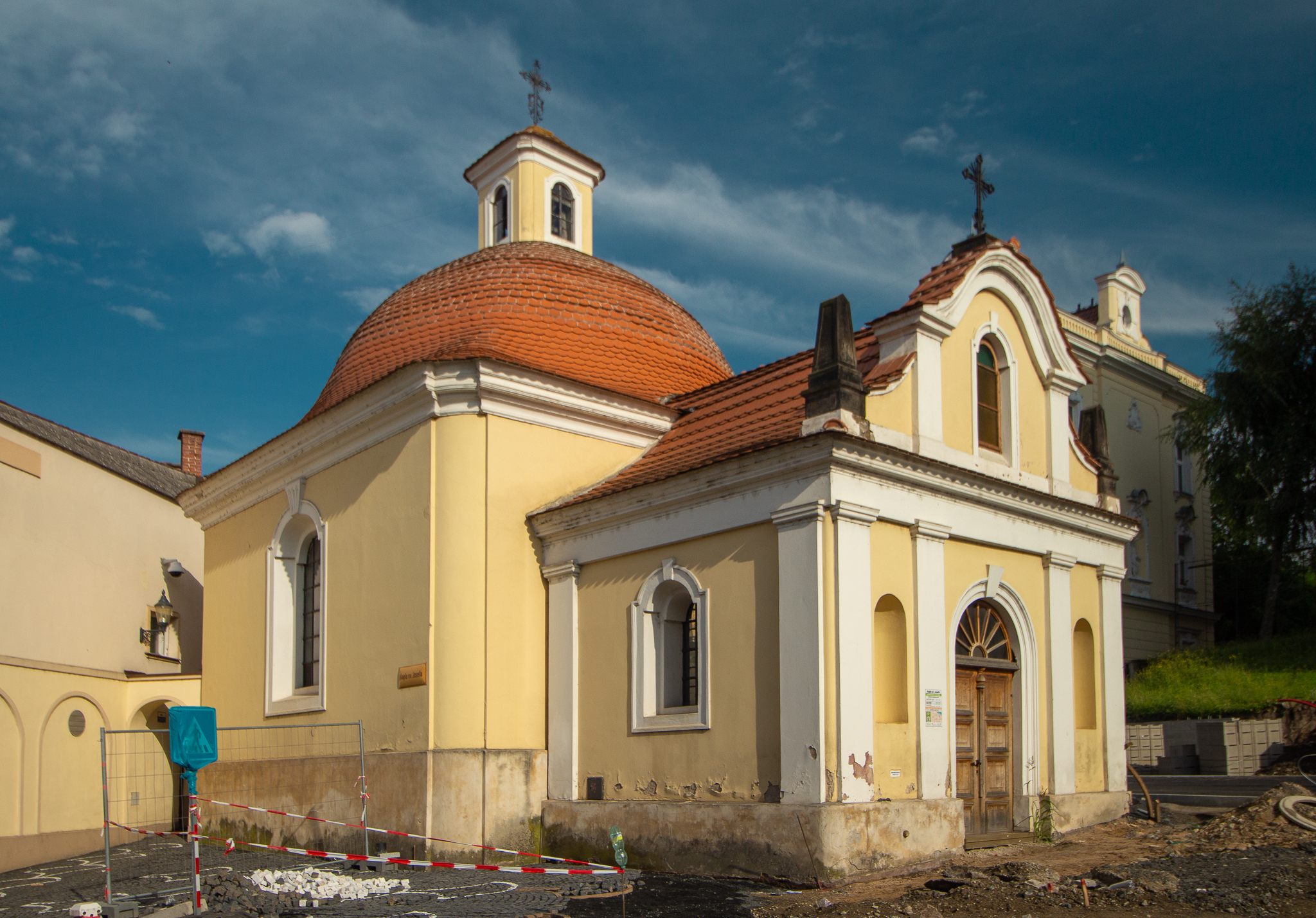
Kaple svatého Josefa snoubence, v současné době využívaná jako pravoslavný chrám
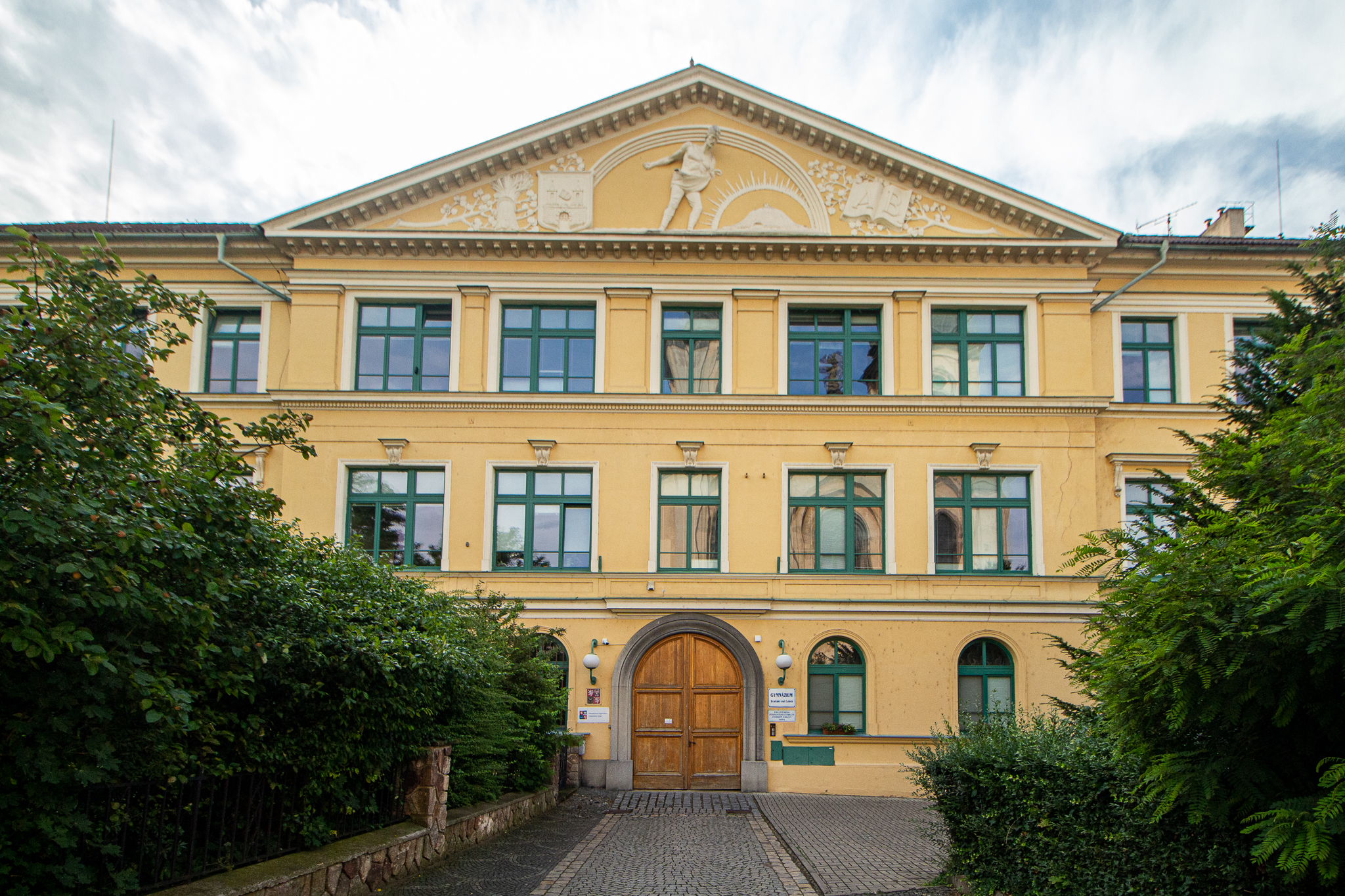
Gymnázium v Havlíčkově ulici
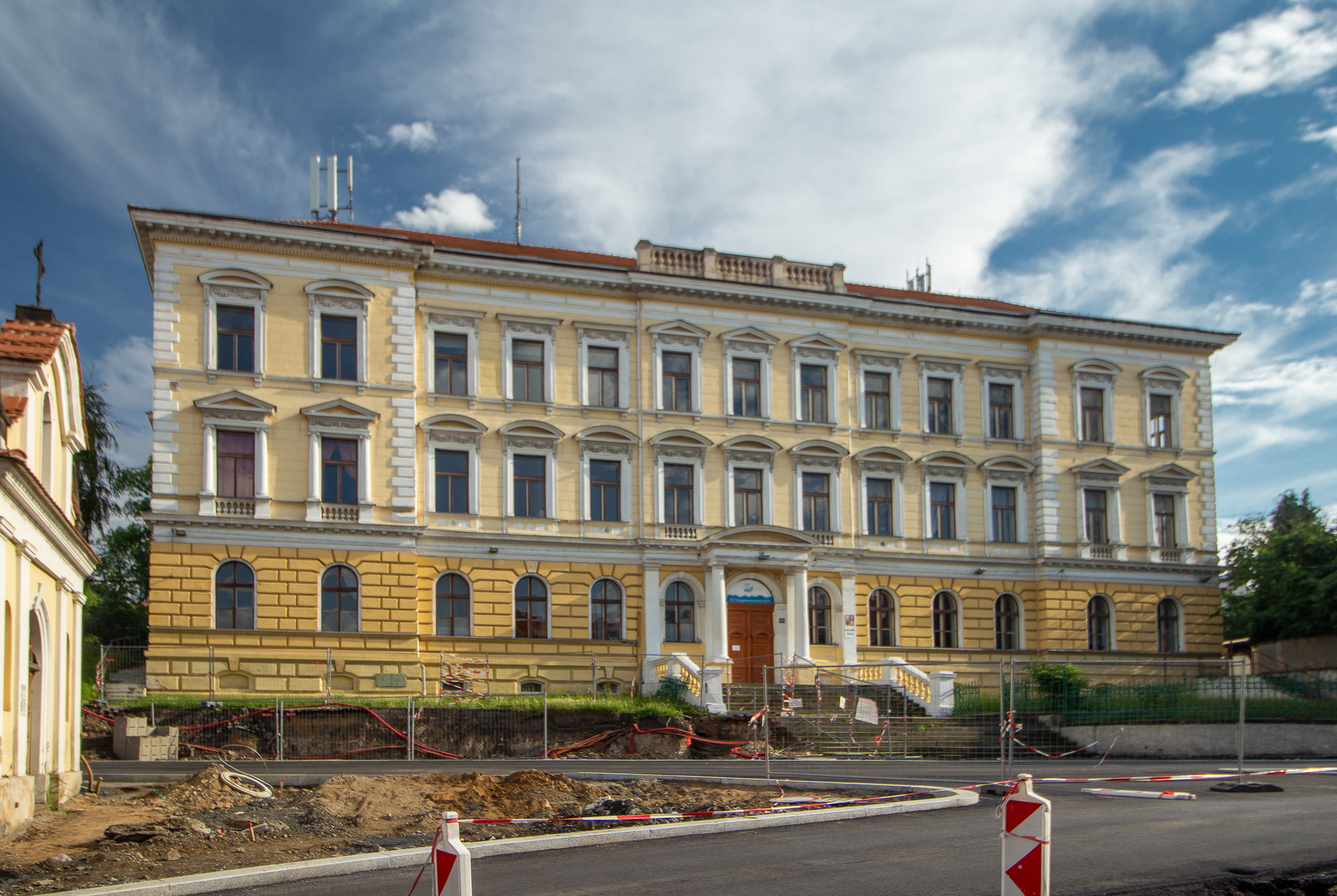
Základní škola v Jungmannově ulici
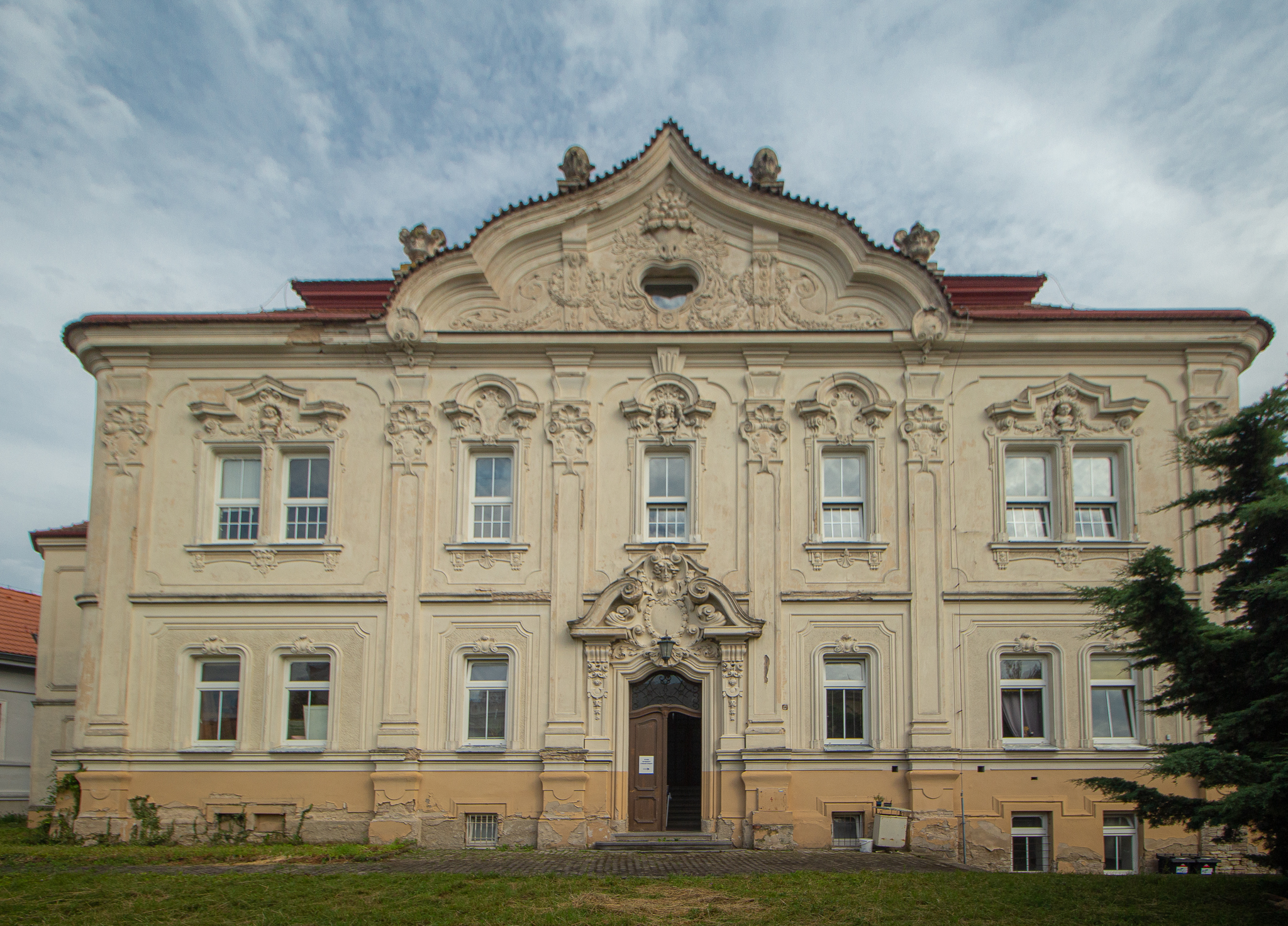
Bývalý sirotčinec, dnes LDN
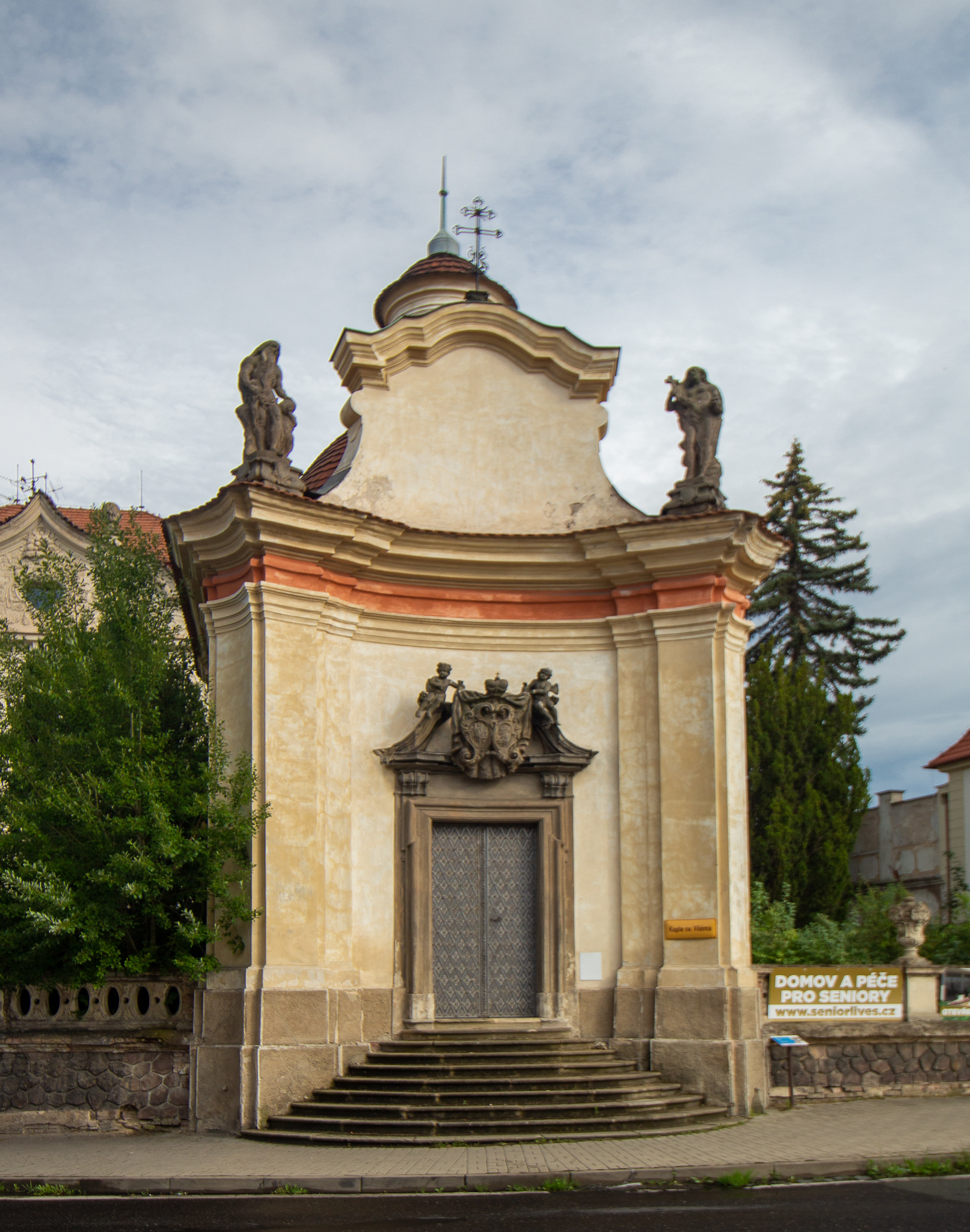
Kaple sv. Viléma
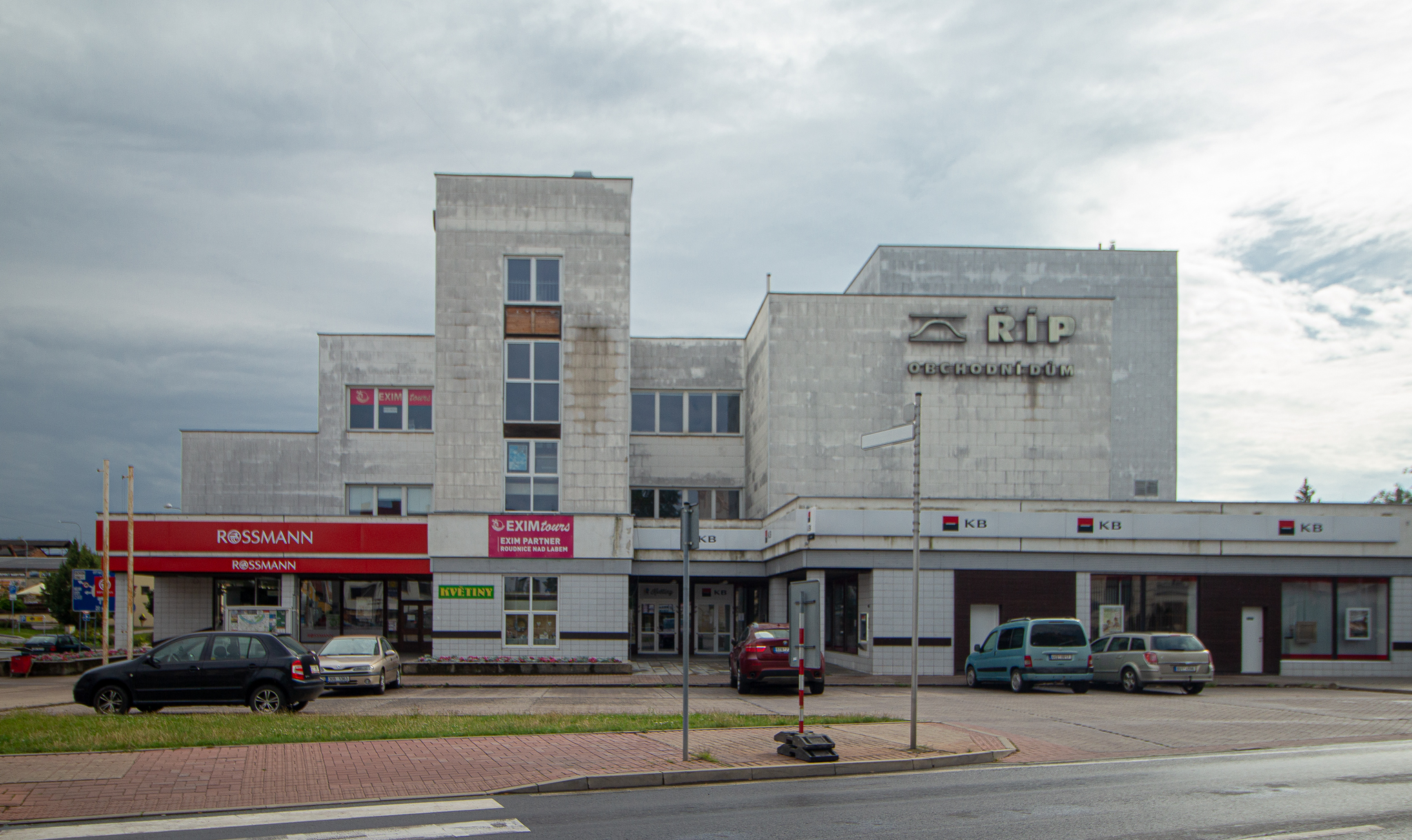
Obchodní dům Říp